# المجلس الوطني في سلوفاكيا
المجلس الوطني في سلوفاكيا (بالإنجليزية: National Council)‏  هو الهيئة التشريعية في سلوفاكيا، ويتكون من 150 مقعداً.